# Complexe René-Tys
Le complexe sportif René-Tys est situé à Reims dans la Marne. Il porte le nom du député René Tys. Il était appelé avant cela « Maison des Sports ».

## Équipement
Il possède une salle d'honneur d'une capacité d'accueil de 2 791 places (3 787 en configuration salle de boxe), une salle multifonction et différentes salles spécialisées destinées à la pratique de sports variés tel que la lutte sur 241 m2, la musculation de 149 m2, l'escrime de 463 m2, le Judo de 212 m2 ou encore le tennis de table de 666 m2 et de 269 m2.
Il a aussi la capacité des manifestations dans la grande salle sur 1 228 m2 mais aussi une salle de réunion de 98 m2 un club house de 224 m2 et un restaurant intégré.

## Sport
Le complexe accueille l'équipe de basket-ball du Champagne Basket qui évolue en Pro B, et le Reims Basket Féminin qui évolue en Ligue 2 féminine.
Depuis 2017, il accueille les matchs de ligue des champions de volley-ball que le Chaumont Volley-ball 52 Haute-Marne dispute à domicile, leur salle d'origine n'étant pas adaptée.
Des championnats du monde de boxe comme en 9 novembre 2013 : Yesenia Martinez  Castrejon contre la rémoise Anne-Sophie Da Costa

## Concerts
S'y sont produits :
- Johnny Hallyday le 8 mars 1979, 10 mars 1980, 21 mars 1981
- Telephone le 18 mai 1979 et 4 octobre 1982
- John McLaughlin le 30 octobre 1979 (avec Billy Cobham, Jack Bruce et Stu Goldberg en support
- U.F.O. le 9 novembre 1979
- AC/DC le 7 décembre 1979 (avec Judas Priest en support)
- Elliott Murphy le 25 janvier

1980
- Rory Gallagher le 28 janvier 1980
- Bernard Lavilliers le 28 février 1980 et le 7 décembre 1981
- Motörhead le 29 février 1980
- Wishbone Ash le 2 mars 1980
- Barclay James Harvest le 25 mars 1980 et le 29 novembre 1982
- Luther Allison le 8 mai 1980 (avec Backstage en support)
- Van Halen le 6 juin 1980 (transféré a la Patinoire Bocquaine pour raisons techniques)
- Scorpions le 1 octobre 1980 (avec Def Leppard en support) et le 8 mars 1982
- Iron Maiden le 20 mars 1981 (avec Trust et Océan en support) et le 22 mars 1982 (avec Blackfoot en support)
- Trust le 2 novembre 1981 (avec Starfighters en support)
- Saxon le 23 novembre 1981 (avec Ozzy Osbourne et Revolver en support)
- Charlélie Couture le 14 mars 1983
- Hubert-Felix Thiefaine le 4 mai 1983
- Indochine le 26 mars 1984

## Galerie d'images

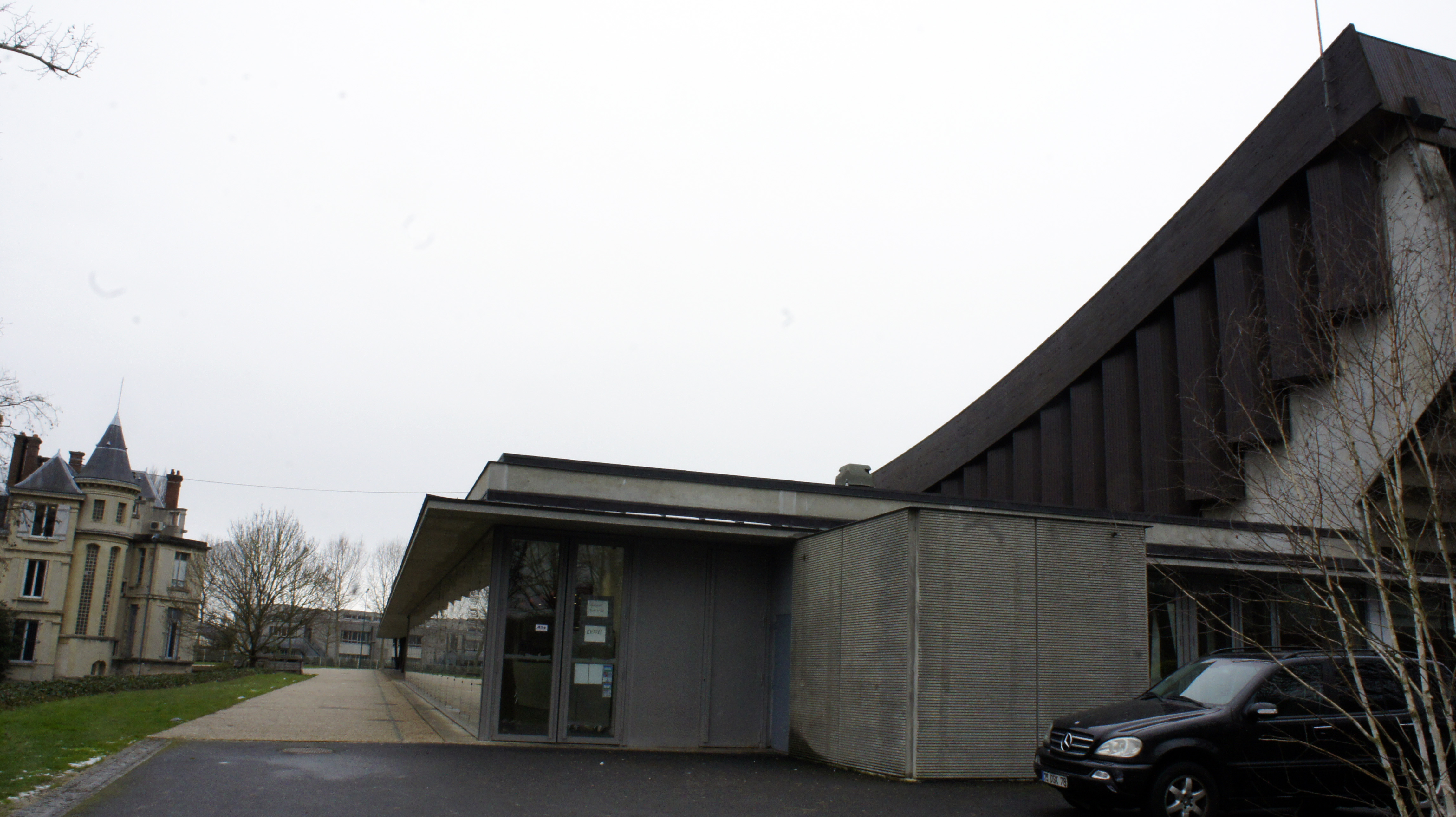
Côté sur le parc Léo-Lagrange, à gauche l'office municipal des sports.
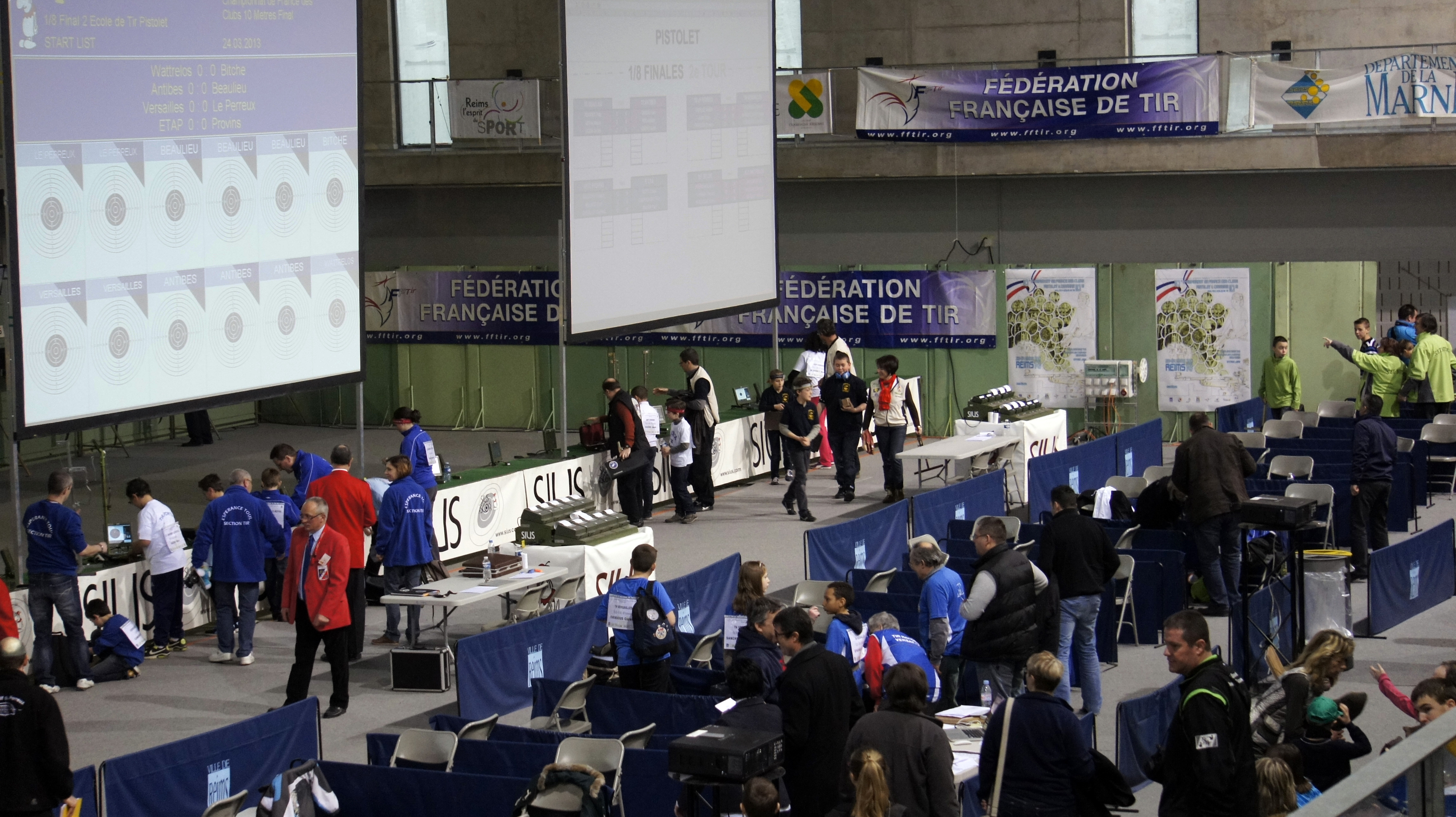
Salle accueillant le championnat de France de tir, 2013.
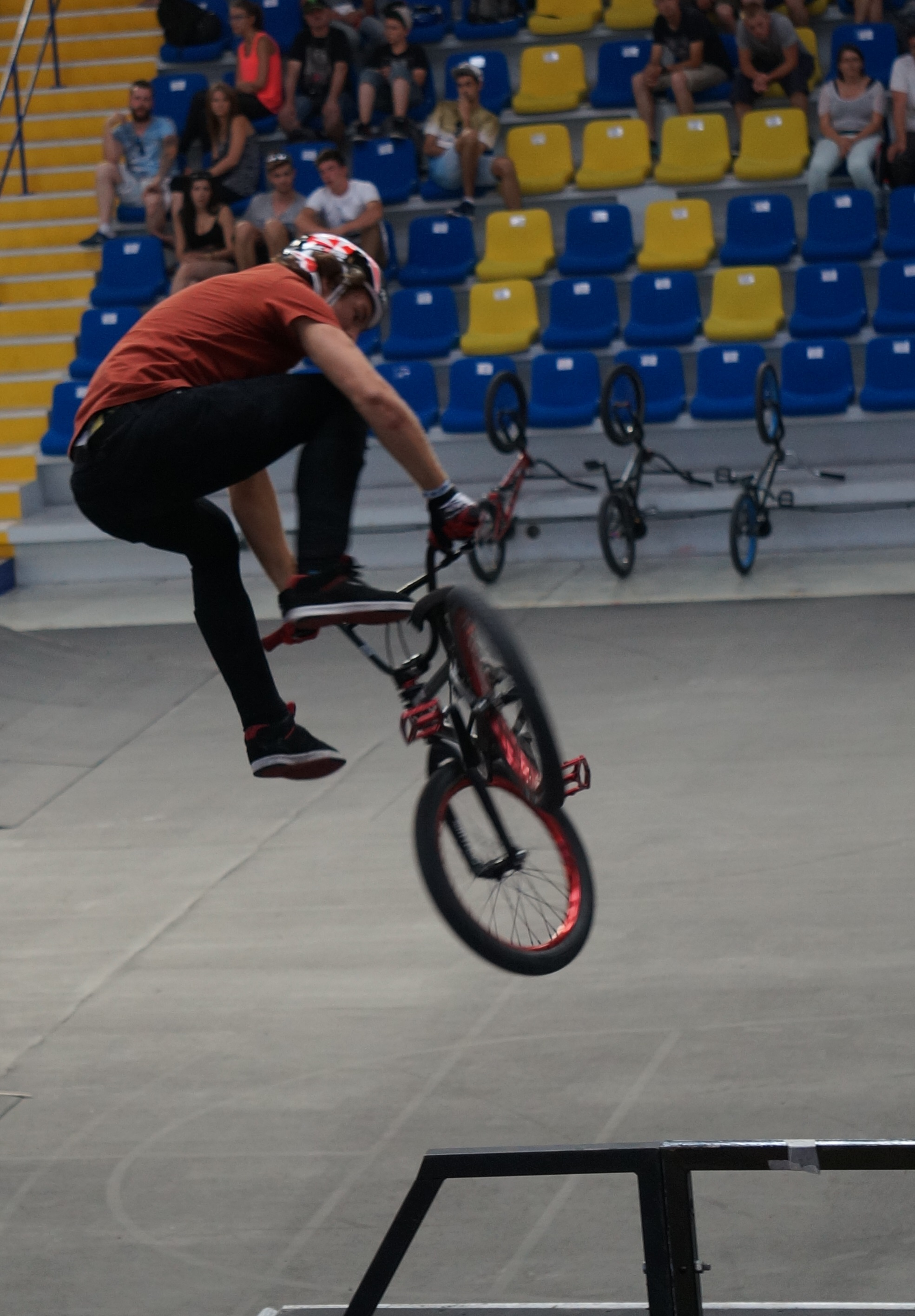
Lors du FISE Xpérience.